# Canton de Saint-Dizier-Ouest
Le canton de Saint-Dizier-Ouest est une ancienne division administrative française située dans le département de la Haute-Marne et la région Champagne-Ardenne.

## Histoire
Canton créé par le décret du 16 août 1973, en divisant l'ancien canton de Saint-Dizier.
(Voir Canton de Saint-Dizier-Centre).

## Représentation
| Période | Période | Identité                  | Étiquette    | Qualité |
| ------- | ------- | ------------------------- | ------------ | --- |
| 1973    | 1992    | Charles Advenier          | DVD puis RPR | Vétérinaire, conseiller municipal d'Éclaron                                                                                             |
| 1992    | 1998    | Jean-François Thiéblemont | UDF          | Industriel, premier adjoint au Maire de Saint-Dizier                                                                                    |
| 1998    | 2015    | Philippe Bossois          | RPR puis UMP | Ancien directeur de cabinet de François Cornut-Gentille puis commerçant Maire-adjoint de Saint-Dizier Vice-Président du Conseil Général |

## Composition
Le canton de Saint-Dizier-Ouest se composait d’une fraction de la commune de Saint-Dizier et de huit autres communes. Il compte 11 093 habitants (population municipale) au 1er janvier 2012.
| Nom                                          | Code Insee | Intercommunalité               | Population (dernière pop. légale)               |
| -------------------------------------------- | ---------- | ------------------------------ | ----------------------------------------------- |
| Éclaron-Braucourt-Sainte-Livière (chef-lieu) | 52182      | CA Saint-Dizier, Der et Blaise | 2 083 (2014)                                    |
| Saint-Dizier                                 | 52448      | CA Saint-Dizier, Der et Blaise | Fraction : 4 585 (2012) Commune : 25 505 (2014) |
| Hallignicourt                                | 52235      | CA Saint-Dizier, Der et Blaise | 283 (2014)                                      |
| Humbécourt                                   | 52244      | CA Saint-Dizier, Der et Blaise | 806 (2014)                                      |
| Laneuville-au-Pont                           | 52267      | CA Saint-Dizier, Der et Blaise | 197 (2014)                                      |
| Moëslains                                    | 52327      | CA Saint-Dizier, Der et Blaise | 431 (2014)                                      |
| Perthes                                      | 52386      | CA Saint-Dizier, Der et Blaise | 552 (2014)                                      |
| Valcourt                                     | 52500      | CA Saint-Dizier, Der et Blaise | 615 (2014)                                      |
| Villiers-en-Lieu                             | 52534      | CA Saint-Dizier, Der et Blaise | 1 548 (2014)                                    |

## Démographie
| 1962 | 1968 | 1975 | 1982 | 1990 | 1999 | 2009 |
| ---- | ---- | ---- | ---- | ---- | ---- | ---- |
| -    | -    | -    | -    | -    | -    | -    |